# Adnan Çolak
Adnan Çolak (* 1967) je turecký sériový vrah, který v provincii Artvin od 16. října 1992 do roku 1995 zabil 11 osob, z toho tři starší a dva mladší páry a jednu 70letou osamocenou seniorku. Ženské oběti znásilňoval a v jednom případě zneužil i dceru napadené. Adnan Çolak byl dopaden bezprostředně po podrobné výpovědi ženy, kterou napadl a o níž předpokládal, že je mrtvá. Byl zatčen ve věku 28 let, pracoval v oblasti jako pastýř. Byl otcem tří dětí. Z bezpečnostních důvodů byl dle dohody před prvním stáním převezen do Zonguldaku. Před soudem Çolak udával rozporuplná prohlášení. Proces trval pět let. Soud ho nakonec 23. června 2000 odsoudil za šest vražd s přitěžujícími okolnostmi na 112 let vězení. 28. května 2005 byl na amnestii propuštěn.
Turecký tisk ho nazýval „Monstrem z Artvinu". Jeho příběh byl přepsán do románové podoby.